# Bob Gale
Michael Robert (Bob) Gale (25 mei 1951) is een Amerikaans filmscenarist.
Gale schreef samen met onder andere Robert Zemeckis het scenario voor Back to the Future.
- Bibsys: 8053874
- Biblioteca Nacional de España: XX1542471
- Bibliothèque nationale de France: cb12738813r (data)
- CiNii: DA03684558
- Gemeinsame Normdatei: 138319731
- International Standard Name Identifier: 0000 0001 1477 2771
- Library of Congress Control Number: n87125179
- MusicBrainz: 29e29996-a3bb-4367-abf2-61781c8182b2
- Bibliotheek van het Japanse parlement: 00440418
- Nationale Bibliotheek van Tsjechië: xx0012351
- Nationale bibliotheek van Australië: 57186804
- Nationale Bibliotheek van Israël: 987007605407605171
- Nederlandse Thesaurus van Auteursnamen: 071626395
- Réseau des bibliothèques de Suisse occidentale: 02-A006339000
- Système universitaire de documentation: 077719719
- Trove: 1680118
- Virtual International Authority File: 89876932
- WorldCat: E39PBJjMCr6gwmcRWGpvRjWRrq